# Kostjantyn Wassjukow
Kostjantyn Wiktorowytsch Wassjukow (ukrainisch Костянтин Вікторович Васюков, engl. Transkription Kostyantyn Vasyukov; * 10. Januar 1981 in Makejewka, Ukrainische SSR, Sowjetunion) ist ein ukrainischer Sprinter.
Bei den Europameisterschaften 2002 in München schied er über 100 Meter im Vorlauf aus und war Startläufer der ukrainischen Mannschaft, die in der 4-mal-100-Meter-Staffel die Goldmedaille gewann, nachdem die britische Stafette nachträglich disqualifiziert wurde.
2005 errang er Bronze über 60 Meter bei den Halleneuropameisterschaften in Madrid.

## Persönliche Bestzeiten
- 50 m (Halle): 5,84 s,	5. Februar 2005, Groningen
- 60 m (Halle): 6,61 s,	29. Januar 2004, Saporischschja
- 100 m: 10,22 s, 14. Juli 2006, Kiew
- 200 m: 21,32 s, 6. August 2000, Kiew